# Суплаку де Баркау (Бихор)
Суплаку де Баркау (рум. Suplacu de Barcău) насеље је у Румунији у округу Бихор у општини Суплаку де Баркау. Oпштина се налази на надморској висини од 169 m.

## Становништво
Према подацима из 2011. године у насељу је живело 2791 становника.